# Exochus pullatus
Exochus pullatus là một loài tò vò trong họ Ichneumonidae.